# Szuggesztió
A szuggesztió kényszerű befolyásolás a racionális meggyőződés megkerülésével. Olyan pszichológiai folyamat, aminek célja egy vagy több személy gondolatainak, érzéseinek vagy viselkedésének irányítása vagy megváltoztatása.
A mindennapi életben sokféle szuggesztiós módszert ismerünk és szuggesztión alapul a célzott manipulatív befolyásolás is a reklámban, a politikában, bizonyos terápiákban.

## Szuggesztiós módszerek
A tíz legfontosabb szuggesztiós módszer:
- ismétlés (repetíció) - ugyanannak az állandó ismételgetése, míg az érintett ellenállása elakad
- rábeszélés - személyes (pszichés) kisugárzással, titkolózással, a kritikai szellem kiiktatásával
- meglepetés (frappírozás) - a gondolkodási folyamat meglepetésszerű lerohanása alaptalan, nem kézenfekvő ítélettel[megj. 1]
- felfokozás - fizikai-érzelmi izgatás szuggesztív elragadtatással
- kohézió - szociális nyomás többségi befolyásolással
- felmentés - az elvágyódás felhasználása a jelenlegi kötöttségek elől menekülésre
- prospekció - csábítás jövőbeli reménnyel és elővételezett célba jutással
- szimbolizáció - stimulálás normálison felüli utánzatokkal, azaz túlzott kulcsingerekkel alapvető igények kiváltására
- identifikáció - azonosulás a megcsodáltakkal, pl. a hatalmasok autoritásához való csatlakozás formájában
- visszautasítás - ellenszuggesztió többek közt szofisztikus túlzásban, az ellenpozíció látszólagos, szemhunyásos átvételébe, vagy az ilyen ellenpozíció ironikus, de nem agresszív kigúnyolásában